# Kōji Inada
Kōji Inada (jap. 稲田 浩司 Inada Kōji; ur. 14 marca 1964) – japoński rysownik mang. Ukończył Tokyo Metropolitan College of Aeronautical Engineering. 

## Prace
- Dragon Quest: Dai no Daibōken (autor historii: Riku Sanjō)
- Beet the Vandel Buster (autor historii: Riku Sanjō)